# TOI-700 d
TOI-700 d là một hành tinh ngoài hệ mặt trời, có khả năng là một hành tinh đất đá, quay quanh TOI 700, một ngôi sao lùn đỏ cách xa Trái Đất 101,4 năm ánh sáng nằm trong chòm sao Kiếm Ngư. Đây là hành tinh có kích thước tương tự Trái đất đầu tiên nằm trong vùng có thể ở được được phát hiện bởi Vệ tinh Khảo sát Ngoại hành tinh (TESS).  Người ta ước tính rằng hành tinh này nhận được khoảng 86% so với năng lượng mà Trái Đất nhận được từ Mặt trời.

## Tính chất vật lý

### Khối lượng, bán kính và nhiệt độ
TOI-700 d là một ngoại hành tinh có bán kính và khối lượng tương tự như Trái Đất. Nó có khối lượng ước tính khoảng 1.72 M🜨  và bán kính 1.19 R⊕

### Ngôi sao chủ
TOI-700 là một sao lùn đỏ thuộc lớp quang phổ M có khối lượng tương đương 40% khối lượng mặt trời, bán kính tương đương 40% bán kính mặt trời và nhiệt độ tương đương 50% nhiệt độ của Mặt trời. Ngôi sao sáng với mức độ hoạt động thấp. Trong 11 công trình quan sát với TESS, ngôi sao không hiển thị ánh sáng màu trắng đơn lóe sáng. Tốc độ quay thấp cũng là một chỉ số cho hoạt động của sao thấp.

### Quỹ đạo
TOI-700 d quay một vòng quanh sao chủ của nó trong 37,4260 ngày. 

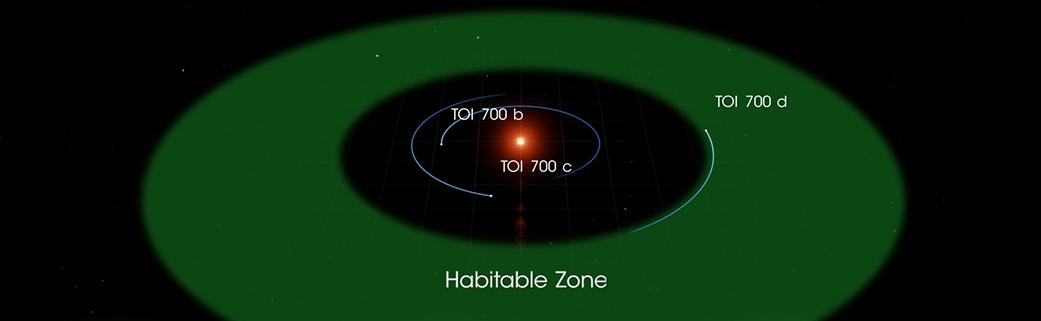
Hệ sao TOI 700

## Đề xuất môi trường sống
Quỹ đạo của TOI-700 d nằm trong vùng có thể ở được của ngôi sao chủ TOI-700.

## Khám phá
TOI 700-d được phát hiện bởi Vệ tinh Khảo sát Ngoại hành tinh (TESS) vào đầu tháng 1 năm 2020. 